# Åsen (naturreservat)
Åsen är ett naturreservat i Åtvidabergs kommun i Östergötlands län.
Området är naturskyddat sedan 2007 och är 59 hektar stort. Reservatet omfattar höjder med norrsluttningar och en mindre sjö, norr om gården Åsen. Reservatet består av grov tallskog på krönet av åsen,  och gammal och grov barrskog med ekar på den östra höjden.